# Академічне веслування на літніх Олімпійських іграх 2016 — парні четвірки (чоловіки)
Змагання з академічного веслування серед парних четвірок (чоловіки) на літніх Олімпійських іграх 2016 пройшли з 6 по 10 серпня в Лагуні Родрігу-ді-Фрейташ. Участь брали 40 спортсменів.

## Призери
| Золото                                                   | Срібло                                                                             | Бронза                                                      |
| Німеччина Ганс Груне Лауріц Шоф Карл Шульце Філіпп Венде | Австралія Александр Белоногофф Карстен Форстерлінг Кемерон Гірдлстон Джеймс Макрей | Естонія Тону Ендрексон Андрей Ямса Аллар Рая Каспар Таймсоо |

## Рекорди
Станом на 6 серпня 2016 світовий і олімпійський рекорди були такими:
| Світовий рекорд     | Україна   | 05:32,260 | Амстердам, Нідерланди               | 30 серпня 2014 |
| Олімпійський рекорд | Австралія | 05:36,200 | Пекін, Китайська Народна Республіка | 10 серпня 2008 |

## Розклад
Час місцевий (UTC−3).
| Дата      | Час         | Раунд            |
| --------- | ----------- | ---------------- |
| 6 серпня  | 12:30–12:40 | Попередній етап  |
| 8 серпня  | 10:00       | Відбірковий етап |
| 10 серпня | 10:10       | Фінал B          |
| 10 серпня | 10:20       | Фінал A          |

## Змагання

### Попередній етап
Перші два екіпажи з кожного заїзду безпосередньо проходять до фіналу змагань. Всі інші екіпажи потрапляють у відбірковий заїзд, де будуть розіграні ще два місця до фіналу.

#### Заїзд 1
| Місце | Спортсмени                                                                          | Збірна        | Час      |
| ----- | ----------------------------------------------------------------------------------- | ------------- | -------- |
| 1     | Тону Ендрексон (EST) Андрей Ямса (EST) Аллар Рая (EST) Каспар Таймсоо (EST)         | Естонія       | 5:51.710 |
| 2     | Іван Довгодько (UKR) Дмитро Міхай (UKR) Артем Морозов (UKR) Олександр Надтока (UKR) | Україна       | 5:52.900 |
| 3     | Ганс Груне (GER) Лауріц Шоф (GER) Карл Шульце (GER) Філіпп Венде (GER)              | Німеччина     | 5:53.630 |
| 4     | Джордж Бріджвотер (NZL) Натан Фленнері (NZL) Джон Сторі (NZL) Джейд Уру (NZL)       | Нова Зеландія | 5:59.130 |
| 5     | Жульєн Баен (CAN) Роберт Гібсон (CAN) Вілл Дін (CAN) Паскаль Люссьє (CAN)           | Канада        | 6:34.550 |

#### Заїзд 2
| Місце | Спортсмени                                                                                         | Збірна          | Час      |
| ----- | -------------------------------------------------------------------------------------------------- | --------------- | -------- |
| 1     | Александр Белоногофф (AUS) Карстен Форстерлінг (AUS) Кемерон Гірдлстон (AUS) Джеймс Макрей (AUS)   | Австралія       | 5:50.980 |
| 2     | Матеуш Біскуп (POL) Віктор Хабель (POL) Даріуш Радош (POL) Мірослав Зентарський (POL)              | Польща          | 5:51.280 |
| 3     | Барнабе Деларзе (SUI) Августін Майллефер (SUI) Роман Руслі (SUI) Ніко Штальберг (SUI)              | Швейцарія       | 5:51.520 |
| 4     | Ангус Грум (GBR) Пітер Ламберт (GBR) Сем Таунсенд (GBR) Грем Томас (GBR)                           | Велика Британія | 5:52.770 |
| 5     | Аурімас Адомавічюс (LTU) Мартінас Джяугіс (LTU) Домінікас Янчіоніс (LTU) Довидас Немеравічюс (LTU) | Литва           | 5:58.700 |

### Відбірковий етап
З відбіркового заїзду у фінал проходило два екіпажи. Решта команд розіграють у фіналі В місця з 7-го по 10-е.
| Місце | Спортсмени                                                                                         | Збірна          | Час     |
| ----- | -------------------------------------------------------------------------------------------------- | --------------- | ------- |
| 1     | Ганс Груне (GER) Лауріц Шоф (GER) Карл Шульце (GER) Філіпп Венде (GER)                             | Німеччина       | 5:51.43 |
| 2     | Ангус Грум (GBR) Пітер Ламберт (GBR) Сем Таунсенд (GBR) Грем Томас (GBR)                           | Велика Британія | 5:53.10 |
| 3     | Аурімас Адомавічюс (LTU) Мартінас Джяугіс (LTU) Домінікас Янчіоніс (LTU) Довидас Немеравічюс (LTU) | Литва           | 5:55.78 |
| 4     | Барнабе Деларзе (SUI) Августін Майллефер (SUI) Роман Руслі (SUI) Ніко Штальберг (SUI)              | Швейцарія       | 5:56.13 |
| 5     | Жульєн Баен (CAN) Роберт Гібсон (CAN) Вілл Дін (CAN) Паскаль Люссьє (CAN)                          | Канада          | 5:56.28 |
| 6     | Джордж Бріджвотер (NZL) Натан Фленнері (NZL) Джон Сторі (NZL) Джейд Уру (NZL)                      | Нова Зеландія   | 5:58.92 |

### Фінали

#### Фінал В
| Місце | Спортсмени                                                                                         | Збірна        | Час     |
| ----- | -------------------------------------------------------------------------------------------------- | ------------- | ------- |
| 1     | Барнабе Деларзе (SUI) Августін Майллефер (SUI) Роман Руслі (SUI) Ніко Штальберг (SUI)              | Швейцарія     | 6:11,18 |
| 2     | Жульєн Баен (CAN) Роберт Гібсон (CAN) Вілл Дін (CAN) Паскаль Люссьє (CAN)                          | Канада        | 6:13,55 |
| 3     | Аурімас Адомавічюс (LTU) Мартінас Джяугіс (LTU) Домінікас Янчіоніс (LTU) Довидас Немеравічюс (LTU) | 6:15,16       |         |
| 4     | Джордж Бріджвотер (NZL) Натан Фленнері (NZL) Джон Сторі (NZL) Джейд Уру (NZL)                      | Нова Зеландія | 6:18,92 |

#### Фінал А
| Місце | Спортсмени                                                                                       | Збірна          | Час     |
| ----- | ------------------------------------------------------------------------------------------------ | --------------- | ------- |
| 1     | Ганс Груне (GER) Лауріц Шоф (GER) Карл Шульце (GER) Філіпп Венде (GER)                           | Німеччина       | 6:06,81 |
| 2     | Александр Белоногофф (AUS) Карстен Форстерлінг (AUS) Кемерон Гірдлстон (AUS) Джеймс Макрей (AUS) | Австралія       | 6:07,96 |
| 3     | Тону Ендрексон (EST) Андрей Ямса (EST) Аллар Рая (EST) Каспар Таймсоо (EST)                      | Естонія         | 6:10,65 |
| 4     | Матеуш Біскуп (POL) Віктор Хабель (POL) Даріуш Радош (POL) Мірослав Зентарський (POL)            | Польща          | 6:12,09 |
| 5     | Ангус Грум (GBR) Пітер Ламберт (GBR) Сем Таунсенд (GBR) Грем Томас (GBR)                         | Велика Британія | 6:13,08 |
| 6     | Іван Довгодько (UKR) Дмитро Міхай (UKR) Артем Морозов (UKR) Олександр Надтока (UKR)              | Україна         | 6:16,30 |